# Cerkiew św. Mikołaja Cudotwórcy w Czerniakowie
Cerkiew pod wezwaniem św. Mikołaja Cudotwórcy – prawosławna cerkiew parafialna w Czerniakowie. Należy do dekanatu bereskiego eparchii brzeskiej i kobryńskiej Egzarchatu Białoruskiego Patriarchatu Moskiewskiego.

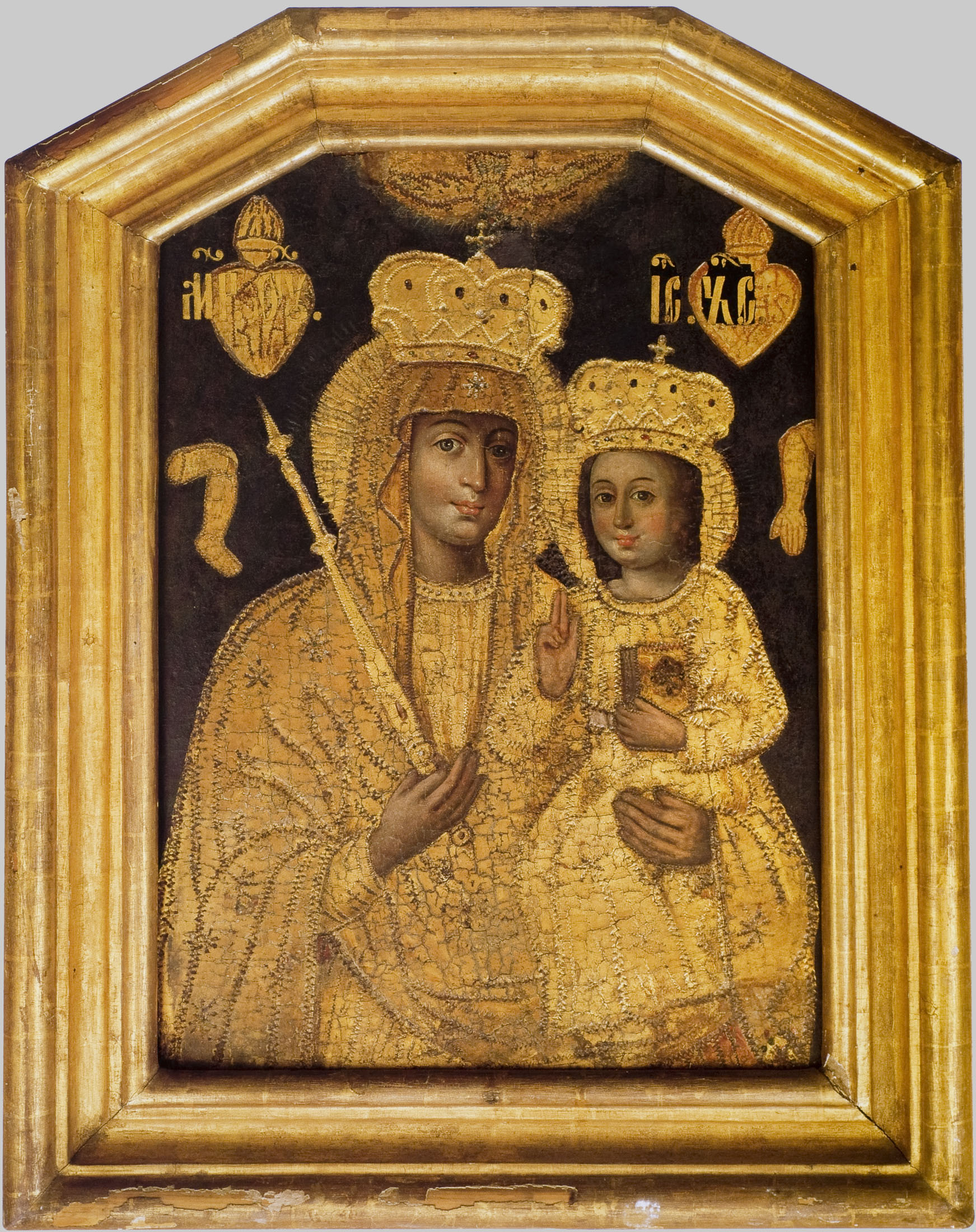
Obraz Matki Bożej z cerkwi św. Mikołaja znajdujący się w Narodowym Muzeum Sztuki w Mińsku

## Historia
Świątynia została zbudowana z drewna przed 1725 r. w centrum wsi jako kościół rzymskokatolicki. Została przebudowana w 1864 r. i ponownie wyświęcona na cerkiew prawosławną, na nowo oszalowana i pokryta gontem. W 1868 r. wykonano ikonostas i dobudowano kruchtę. Od tego czasu jest znana pod wezwaniem św. Mikołaja.
W 1989 roku cerkiew została zwrócona wiernym.